# Municipio de North Whitehall
El municipio de North Whitehall  (en inglés: North Whitehall Township) es un municipio ubicado en el condado de Lehigh en el estado estadounidense de Pensilvania. En el año 2000 tenía una población de 14.731 habitantes y una densidad poblacional de 199.4 personas por km².

## Geografía
El municipio de North Whitehall se encuentra ubicado en las coordenadas 40°37′27″N 75°37′25″O / 40.62417, -75.62361.

## Demografía
Según la Oficina del Censo en 2000 los ingresos medios por hogar en la localidad eran de $60,618 y los ingresos medios por familia eran $65,013. Los hombres tenían unos ingresos medios de $48,040 frente a los $27,576 para las mujeres. La renta per cápita para la localidad era de $24,983. Alrededor del 3,8% de la población estaban por debajo del umbral de pobreza.